# Georg Adlersparre
För andra betydelser, se Georg Adlersparre (olika betydelser).
Georg Adlersparre, född 28 mars 1760 i byn Hovermo i Myssjö socken i Jämtland, död 23 september 1835 på Gustavsviks herrgård utanför Kristinehamn i Värmland, var en svensk greve, officer (generalmajor) och författare. Under en tid var han statsråd och landshövding i Skaraborgs län.
Efter en inledande militär karriär blev han en av landets mest omtalade opinionsbildare och skriftställare. Präglad av liberala idéer och frihetliga ideal var han en ledande kraft i oppositionen mot Gustav IV Adolf. 1809 ledde han ett uppror mot kungen som avsattes genom 1809 års statskupp. Adlersparre är främst känd för den centrala roll han spelade vid händelserna 1809. Hans gärningar har värderats på skiftande sätt i den efterföljande historieskrivningen, och hans i många avseenden motsägelsefulla karaktärsdrag har fått honom att framstå som en gåtfull och ogenomtränglig personlighet. Flera böcker har skrivits om Adlersparre, den senaste utgiven 2020.

## Biografi

### Tidiga år
Adlersparre var son till Kristoffer Kristoffersen Adlersparre och Ebba Sofia Planting-Bergloo. Han tillbringade en kortare tid som student vid Uppsala universitet, men övergick snart till den militära banan och kom aldrig att bedriva några djupare studier.

### Inledande militär karriär
Som officer inom kavalleriet kom Adlersparre att spela framträdande roll. Han deltog i ryska kriget 1788–1790 under Gustaf Mauritz Armfelts befäl, i vilket han utmärkte sig som en skicklig och djärv ledare. I krigets slutskede förde hertig Karl befälet över landarmén, och med honom tycks Adlersparre ha grundlagt en förtrolig relation - något som senare skulle komma att få stor betydelse.
1794 begärde han avsked från armén då han var missnöjd med en utebliven befordran och därtill ville kunna ägna full tid åt litterär verksamhet.

### Författare och opinionsbildare
Under 1790-talet, och årtiondet som följde därpå, kom han att bli en av landets mest ryktbara skriftställare, tillika en drivande kraft i den liberala oppositionen mot Gustav Adolf och hans regering.

#### Verksamhet
Från 1795 gav han ut den periodiska skriften Läsning för lantmän, senare omdöpt till Läsning i blandade ämnen. Detta kom att bli hans kanske mest inflytelserika verk. Innehållet, som var politiskt radikalt, behandlade varierande ämnen i upplysningstraditionens encyklopediska stil. Skriften kom snart att få tillnamnet Läsning i brännbara ämnen vid hovet. Av Adlersparres motståndare beskylldes den för "jakobinska tendenser", en anklagelse han sökte fria sig från genom uppsatsen Vad är jakobinism?. I denna framförde han att jakobinism och despotism var två sammanfallande begrepp.
Vid 1800 års riksdag i Norrköping framlade han tillsammans med den så kallade riddarhusoppositionen åsikter om att även tidigare uteslutna samhällsklasser borde representeras i riksdagen. Han talade också för en liberalare ekonomisk politik och kritiserade i kraftiga ordalag brister i den svenska konstitutionen.
Kort därefter valde flera av hans adelsvänner att avsäga sig sitt adelskap. Adlersparre själv gick inte så långt, men beslöt att avstå från att delta i adelns förhandlingar vid den innevarande riksdagen. Efter riksdagshändelserna sågs Adlersparre med allt oblidare ögon av de styrande i landet och en av hans utgivna skrifter belades med kvarstad.

#### Idéer och politiska värderingar
Adlersparre präglades av frihetliga, liberala och upplysningsbaserade ideal. I sin författargärning tycks han ha drivits av en ambition att bilda och upplysa de breda folklagren - ett typiskt uttryck för 1700-talsliberalismen. Han influerades starkt av upplysningsfilosofen Voltaire och var en varm anhängare av Adam Smiths liberala ekonomiska ideal. Adlersparre kom också att bli den första att översätta och publicera flera av dennes verk i Sverige. Han ansåg sig försöka kombinera det bästa av de upplysningsideal som Gustav III verkat för med den nya tidens frihetssträvande idéer.
Sitt eget adelskap till trots förblev han livet igenom en utpräglad antiaristokrat.

### Statskuppen 1809

#### Förberedelser
Våren 1808 återvände Adlersparre genom hertig Karls bemedling till krigsmakten där han tilldelades den västra arméns högra flygel, stationerad i Värmland. Under 1808 års senare hälft växte sig tankarna på att avsätta kungen allt starkare, inom såväl armén som den civila ämbetsmannakåren. Adlersparre kom att bli sammansvärjningens ledare. Från sin egen arméfördelnings officerare och soldater kunde han räkna med full lojalitet.
I november 1808 entledigades han från sitt befäl och kallades till Stockholm för rådslag med kungen. Under förevändning att han brutit benet vid en omkullkörning höll han sig emellertid kvar i Värmland för att därifrån avvakta händelsernas utveckling. Adlersparre fattade sitt slutgiltiga beslut om att genomföra kuppen i januari 1809. I februari planerades att tillfångata kungen vid Haga Slott men dessa planer gick om intet.

#### Genomförande
Statskuppen inleddes den 7 mars 1809 genom spridandet av en proklamation, författad av Adlersparre i januari. Dess inledning löd:
| ” | Ett betydande antal krigsmän hava gripit till vapen för att nalkas huvudstaden och återgiva fred åt vårt gemensamma, nu olyckliga, styckade, döende fädernesland. | „ |

Den 9 mars bröt Adlersparre med några tusen man upp från Karlstad och påbörjade marschen mot huvudstaden. Fler trupper anslöt sig längs vägen.

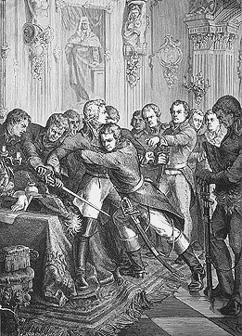
Gustav IV Adolf grips på Stockholms Slott

Efter att kungen slutligen förstått vad som hade igångsatts beslöt han att försöka resa till Skåne, där han trodde sig ha en kungatrogen del av armén. De upprorsmän som befann sig i Stockholm grep hastigt in. Carl Johan Adlercreutz begav sig med en liten grupp officerare till Stockholms slott där kungen efter visst tumult kunde gripas den 13 mars.
Beskedet nådde Adlersparre dagen därpå under ett uppehåll han och hans trupp gjort i Örebro. Helt nöjd över denna utveckling kunde han inte vara - kuppen var nu genomförd, men inte av honom själv, och innan han och hans ansenliga styrka hunnit anlända till Stockholm.
Av Adlersparre och upprorsmännen hade tidigare hertig Karl, som Adlersparre skapat täta band med under Ryska kriget 20 år tidigare, utsetts att bli tillträdande regent. Han inrättades som riksföreståndare så snart kungen gripits. Hertig Karl anmodade efter samråd med upprorsmännen i huvudstaden Adlersparre att från Örebro enbart föra med sig hälften av sin styrka till Stockholm. Detta åtlydde han emellertid inte. Den 22 mars marscherade Adlersparre in i huvudstaden med full trupp.
Väl i Stockholm kom han genast att ingå i den upprättade provisoriska regeringen, vilken vid tiden ibland omnämndes "Noaks ark" på grund av dess brokiga sammansättning. Sin lojala truppstyrka behöll han dock under sitt eget personliga befäl, och snart hade han även inrättat en egen polisstyrka. Från det hastigt inrättade högkvarteret i Westmanska huset, vilket han omringade med vakter och laddade kanoner, utövade han sedan under några månader en makt som av de flesta historieskrivare benämnts som nära gränsande till militärdiktatur.

### Giftermål
Under marschen mot Stockholm i samband med statskuppen övernattade han på Gustavsviks herrgård i Kristinehamn. Där träffade han husets dotter Louise Linroth och blev förälskad. Den 10 september 1809 hölls bröllop på Gustavsviks herrgård, och senare föll gården i Adlersparres ägo.

### Senare liv
År 1810 lämnade han regeringen och blev landshövding i Skaraborgs län. Han stödde den starka monarki som följde på statskuppen, något som tolkats stå i viss motsats till hans tidigare frihetliga och demokratiska ställningstaganden.
De sista 25 åren av sitt liv tillbringade han på Gustavsvik i Värmland, där han med sin hustru levde ett, enligt hans biografiker, "sällsynt lyckligt familjeliv". Paret fick fyra barn: Carl August Adlersparre (1810–1862), Lovisa Maria Adlersparre (1814–1837), Georg Axel Adlersparre (1816–1889) och Rudolf Adlersparre (1819–1908). Han förde i Värmland ett liv relativt avskilt från offentligheten. Han följde emellertid med intresse den politiska utvecklingen i landet och på kontinenten. Han tog med glädje emot nyheterna om julirevolutionen i Paris 1830, då Karl X tvingades abdikera till följd av en långvarig liberal opposition mot dennes ultrakonservativa politik.
Sedan statskuppen hade Adlersparre kommit att bryta - och i många fall hamnat i öppen konflikt - med de flesta av bundsförvanterna från händelserna 1809. Under hans ålderdom visade många av hans uttalanden på en tilltagande klandersjuka gentemot dessa. Undertonerna tycks vara en bitter känsla av att vara glömd och tillbakasatt.
Georg Adlersparre avled på Gustavsvik Herrgård den 23 september 1835, 75 år gammal. Vid begravningen bars kistan enligt hans önskan av soldater han fört befäl över vid statskuppen 1809.

## Personen Georg Adlersparre
En av Adlersparres biografiker, statsvetaren och professorn Axel Brusewitz, beskriver en person präglad av motsatser, med ibland till synes oförenliga karaktärsdrag. Han är stundom skämtsam och munter, stundom tungsint, sluten och misstänksam. Vid många tillfällen uppvisar han en energisk beslutsamhet, men vid andra tvekan och nyckfullhet. Ett engagemang för demokrati och frihetliga samhällsidéer, som måste tolkas som genuint, ställs i kontrast mot handlingar och tankar som ibland tar sig näst intill despotiska uttryck. Motsägelserna kastar i Brusewitz ögon något gåtfullt och ogenomträngligt över hans person.
Att Adlersparre var en lysande begåvning och besatt ett sällsynt skarpt intellekt har enligt Brusewitz erkänts genomgående, båda av samtiden och senare historieskrivning. Dessa drag tycks ha kombinerats med en högt uppdriven självkänsla. Hans många svagheter till trots tycks hans omgivning ha uppfattat något storvulet i hans natur - något som bidrog till att han gjorde starkt intryck på vänner såväl som fiender.
Adlersparre har själv bidragit med följande beskrivning av sin egen karaktär, vilken i sin träffande korthet kanske sammanfattar honom väl:
| ”                   | Personer med min karaktär äro användbarast i stormiga tider. Man förlåter dem då mycket, som aldrig kan förlåtas under de fredliga, och framför allt, att de göra sig gällande. | „ |
| – Georg Adlersparre | |   |

## Eftermäle och historieskrivning
Verkande i en orolig och omvälvande tid gjorde han sitt största avtryck på eftervärlden genom den centrala roll han spelade i statskuppen 1809. Denna har tidigare ibland kallats den adlersparreska revolutionen.
Redan under hans samtid streds det om hur hans insatser och person skulle värderas. Också den efterföljande historieskrivningens omdömen har växlat kraftigt. Under 1800-talets andra hälft beskrevs han ofta i överdrivet glorifierande ordalag, för att under 1900-talets första årtionden ofta bli omnämnd på ett ensidigt fördömande sätt.
Mattias Warg, historiker och doktorand vid Mittuniversitetet, har på senare tid kommenterat Adlersparres gärning. I en artikel 2015 i Scandia, en tidskrift för historisk forskning, framhåller han hur Adlersparres ekonomiska liberalism kombinerades med en kritik av Sveriges sedan länge traditionella krigspolitik, och hur han istället propagerade för ett fredligt och neutralt Sverige. Warg ser i detta grundläggandet av den neutralitetspolitik som sedan stadfästes under 1800- och 1900-talen. Warg förhåller sig kritisk till hur Herman Lindqvist, Dag Sebastian Ahlander och somliga andra populärhistoriker beskrivit Adlersparre.
År 2020 utkom boken Revolutionen 1809: i huvudet på rebellen som förvandlade Sverige om Adlersparre, författad av Warg. Boken gör gällande att Adlersparre inte drevs av politiska maktambitioner, utan av en genuin liberal ideologisk övertygelse. Han såg en genomgripande omvandling av landet, med maktdelning och demokratisering, som nödvändig. Därmed stannade hans ambitioner 1809 inte vid att iscensätta en statskupp - han sökte genomdriva en revolution.

## Monument

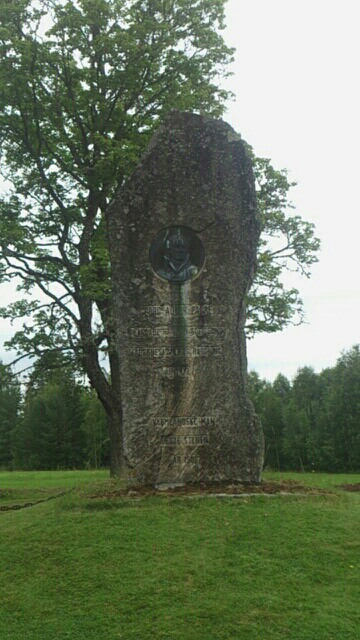
Adlersparre-monumentet uppfördes 1906 vid Eda skans befästning i Sofielund vid Bysjön i nuvarande Eda kommun.

I Adlersparres födelsebygd restes år 1903 i byn Hovermo en minnessten över honom i samband med hundraårsminnet av 1809 års händelser. Monumentet är placerat på en höjd vid Storsjön, och är försett med porträttmedaljong modellerad av Sigrid Blomberg med inskriptionen "Fäderneslandets räddare, frihetens väktare, folkets vän". Inskriptionen speglar det sena 1800-talets idoliserande uppfattning om Adlersparre och "1809 års män".
Även mellan Åmotfors och Charlottenberg finns ett Adlersparremonument rest till minne över statsvälvningen, som utgick från Eda skans under ledning av överstelöjtnant Adlersparre. Minnesstenen restes 1906 och är skapad av Bror Sahlström, en av konstnärerna i Rackstadkolonin i Arvika.

## Utmärkelser
- Riddare av Svärdsorden,  1790
- Kommendör av Svärdsorden,  1809
- Kommendör med stora korset av Svärdsorden,  1811
- Kungliga Serafimerorden,  11 maj 1818

[Redigera Wikidata]
Adlersparre invaldes 1802 som ledamot nummer 307 av Kungliga Vetenskapsakademien men avböjde erbjudandet.